# Газлинское месторождение
Газли́нское месторожде́ние — месторождение газа в Узбекистане. Начальные запасы газа 470 млрд м3, запасы нефти и газоконденсата незначительны. Площадь нефтегазоносности около 460 км2.
Месторождение находится в 100 км к северо-западу от г. Бухара, в пустыне Кызылкум. Входит в Амударьинскую газонефтеносную провинцию. Центр добычи — г. Газли.
Газ экспортируется в Казахстан, Кыргызстан, Россию. Нефть используется для местных нужд. Газопроводы от месторождения идут в Ташкент, на Урал, в Центр Европейской части России и др.

## История
Открыто в 1928 году или в 1956 году, разрабатывается с 1961 или с 1962 года.

## Геологическое расположение
Приурочено к антиклинальной складке (38×12 км) субширотного простирания в пределах Бухарской ступени на восточном борту Амударьинской синеклизы Туранской плиты. Свод структуры осложнён двумя куполами — Восточным и Западным.